# Shigeru Miyamoto
Shigeru Miyamoto (japanska: 宮本茂?, Miyamoto Shigeru) , född 16 november 1952 i Sonobe (nuvarande Nantan), är en japansk spelskapare som arbetar för Nintendo. Han har bland mycket annat skapat några av världens mest framgångsrika TV-spelserier som Donkey Kong, Super Mario, The Legend of Zelda, Star Fox, F-Zero och Pikmin. Han är en av världens största spelregissörer, och kallas ofta fadern till moderna TV-spel. Hans spel fokuserar ofta på spelaren, och att få spelaren att själv upptäcka saker.
Han anställdes från början som konstnär hos Nintendo, som då var ett leksaksföretag. 1980 fick han uppdraget att designa Nintendos första arkadspel. Resultatet blev Donkey Kong, en enorm succé. Spelets huvudperson var Mario (då vid namnet Jumpman), vilken också blev Nintendos maskot. Miyamoto blev snabbt Nintendos stjärnproducent och skapade en stor mängd varumärken, av vilka de flesta fortfarande används idag.
Shigeru Miyamoto blev 1998 den första person att bli invald i Academy of Interactive Arts and Sciences' Hall of Fame.
Han har en fru, Yasuko, och två barn.

## Biografi
Shigeru Miyamoto föddes i Sonobe (nuvarande Nantan) i Kyoto prefektur, Japan. Som ung pojke älskade han att måla och utforska området runt hemmet. Han utforskade bland annat grottor och sjöar på landsbygden utanför Kyoto. Det har inspirerat till bland annat miljön i Zelda-spelen. 1970 började han på Kanazawas industridesign- och konsthögskola från vilken han avlade examen fem år senare, även om han senare erkänt att han tillbringade mer tid med att rita än att plugga. 1977 mötte Miyamoto, som nu hade en examen inom industriell design, Nintendos dåvarande VD Hiroshi Yamauchi. Han anställdes och placerades som lärling i planeringsavdelningen.
1980 släppte Nintendos relativt nystartade amerikanska filial spelet "Radarscope" som de trodde skulle göra succé. Så blev det dock inte och spelet floppade. Det var nu Miyamoto fick sitt första speljobb. Han gjorde om spelet totalt och slutresultatet blev supersuccén Donkey Kong, ett spel som de flesta till en början var skeptiska mot då spelet hade en människa som huvudperson under en tid då majoriteten av alla spel utspelade sig i rymden. Donkey Kong har ofta hävdats vara det första spelet med en bakgrundshistoria.

## Ludografi
| Speltitel                                      | År   | Konsol                                 | Regissör | Producent | Designer | Noter                                                             |
| ---------------------------------------------- | ---- | -------------------------------------- | -------- | --------- | -------- | ----------------------------------------------------------------- |
| Sheriff                                        | 1979 | Arkad                                  | -        | -         | ✔        |                                                                   |
| Space Firebird                                 | 1980 | Arkad                                  | -        | -         | ✔        |                                                                   |
| Radar Scope                                    | 1980 | Arkad                                  | -        | -         | ✔        | [ 3 ]                                                             |
| Donkey Kong                                    | 1981 | Arkad                                  | ✔        | -         | ✔        |                                                                   |
| Donkey Kong Jr.                                | 1982 | Arkad                                  | ✔        | -         | ✔        |                                                                   |
| Popeye                                         | 1982 | Arkad                                  | -        | -         | ✔        |                                                                   |
| Mario Bros.                                    | 1983 | Arkad                                  | -        | -         | ✔        |                                                                   |
| Devil World                                    | 1984 | NES/Famicom                            | -        | -         | ✔        | Aldrig släppt i Nordamerika                                       |
| Donkey Kong 3                                  | 1984 | Arkad                                  | ✔        | -         | ✔        |                                                                   |
| Excitebike                                     | 1984 | NES/Famicom                            | -        | -         | ✔        |                                                                   |
| Ice Climber                                    | 1985 | NES/Famicom                            | -        | ✔         | -        |                                                                   |
| Super Mario Bros.                              | 1985 | NES/Famicom                            | ✔        | -         | ✔        |                                                                   |
| Super Mario Bros.: The Lost Levels             | 1986 | Famicom                                | ✔        | -         | -        |                                                                   |
| The Legend of Zelda                            | 1986 | NES/Famicom                            | ✔        | ✔         | ✔        |                                                                   |
| Kid Icarus                                     | 1987 | NES/Famicom                            | -        | ✔         | -        | Producent ihop med Gunpei Yokoi                                   |
| Yume Kōjō: Doki Doki Panic/Super Mario Bros. 2 | 1987 | NES/Famicom                            | -        | ✔         | ✔        |                                                                   |
| Zelda II: The Adventure of Link                | 1987 | NES/Famicom                            | -        | ✔         | -        |                                                                   |
| Super Mario Bros. 3                            | 1988 | NES/Famicom                            | ✔        | -         | -        | Medregissör                                                       |
| Earthbound Beginnings                          | 1989 | NES/Famicom                            | -        | ✔         | -        |                                                                   |
| F-Zero                                         | 1990 | SNES/Super Famicom                     | -        | ✔         | -        |                                                                   |
| Super Mario World                              | 1990 | SNES/Super Famicom                     | -        | ✔         | -        |                                                                   |
| Pilotwings                                     | 1990 | SNES/Super Famicom                     | -        | ✔         | -        |                                                                   |
| Yoshi                                          | 1991 | NES/Famicom/Game Boy                   | -        | ✔         | -        |                                                                   |
| The Legend of Zelda: A Link to the Past        | 1991 | SNES/Super Famicom                     | -        | ✔         | -        |                                                                   |
| Super Mario Kart                               | 1992 | SNES/Super Famicom                     | -        | ✔         | -        |                                                                   |
| Mario Paint                                    | 1992 | SNES/Super Famicom                     | -        | ✔         | -        |                                                                   |
| Wave Race                                      | 1992 | Game Boy                               | -        | ✔         | -        |                                                                   |
| The Legend of Zelda: Link's Awakening          | 1993 | Game Boy                               | -        | ✔         | -        |                                                                   |
| Star Fox                                       | 1993 | SNES/Super Famicom                     | -        | ✔         | -        |                                                                   |
| Super Mario All-Stars                          | 1993 | SNES/Super Famicom                     | ✔        | ✔         | -        |                                                                   |
| Yoshi's Safari                                 | 1993 | SNES/Super Famicom                     | -        | ✔         | -        |                                                                   |
| Kirby's Adventure                              | 1993 | NES/Famicom                            | -        | ✔         | -        |                                                                   |
| Donkey Kong                                    | 1994 | Game Boy                               | -        | ✔         | -        |                                                                   |
| Stunt Race FX                                  | 1994 | SNES/Super Famicom                     | -        | ✔         | -        |                                                                   |
| Killer Instinct                                | 1994 | SNES/Super Famicom                     | -        | ✔         | -        |                                                                   |
| Donkey Kong Country                            | 1994 | SNES/Super Famicom                     | -        | -         | -        | Var involverad under dess skapelse                                |
| BS Zelda no Densetsu                           | 1995 | Super Famicom/Satellaview              | -        | -         | ✔        | Designer ihop med Takashi Tezuka; Aldrig släppt i Nordamerika     |
| Super Mario World 2: Yoshi's Island            | 1995 | SNES/Super Famicom                     | -        | ✔         | -        |                                                                   |
| Mole Mania                                     | 1996 | Game Boy                               | -        | ✔         | -        |                                                                   |
| Super Mario RPG: Legend of the Seven Stars     | 1996 | SNES/Super Famicom                     | -        | ✔         | -        |                                                                   |
| Pilotwings 64                                  | 1996 | Nintendo 64                            | -        | -         | ✔        |                                                                   |
| Pokémon Red och Blue                           | 1996 | Nintendo 3DS/Game Boy/Game Boy Advance | -        | ✔         | -        |                                                                   |
| Kirby Super Star                               | 1996 | SNES/Super Famicom                     | -        | ✔         | -        |                                                                   |
| Super Mario 64                                 | 1996 | Nintendo 64                            | ✔        | ✔         | -        |                                                                   |
| Wave Race 64                                   | 1996 | Nintendo 64                            | -        | ✔         | -        |                                                                   |
| Mario Kart 64                                  | 1996 | Nintendo 64                            | -        | ✔         | -        |                                                                   |
| BS Super Mario USA Power Challenge             | 1996 | Super Famicom/Satellaview              | -        | -         | -        | Original Designer                                                 |
| Star Fox 64                                    | 1997 | Nintendo 64                            | -        | ✔         | -        |                                                                   |
| Yoshi's Story                                  | 1997 | Nintendo 64                            | -        | ✔         | -        | Handläggande producent                                            |
| 1080° Snowboarding                             | 1998 | Nintendo 64                            | -        | ✔         | -        |                                                                   |
| F-Zero X                                       | 1998 | Nintendo 64                            | -        | ✔         | -        |                                                                   |
| The Legend of Zelda: Ocarina of Time           | 1998 | Nintendo 64                            | ✔        | ✔         | ✔        | Regissör, Producent och Handledare                                |
| F-Zero X Expansion Kit                         | 1999 | Nintendo 64DD                          | -        | ✔         | -        |                                                                   |
| Mario Artist: Paint Studio                     | 1999 | Nintendo 64DD                          | ✔        | ✔         | -        |                                                                   |
| Mario Party                                    | 1999 | Nintendo 64                            | -        | -         | -        | Handledare                                                        |
| Super Smash Bros.                              | 1999 | Nintendo 64                            | -        | ✔         | -        |                                                                   |
| Donkey Kong 64                                 | 1999 | Nintendo 64                            | -        | ✔         | -        |                                                                   |
| Pokémon Stadium                                | 1999 | Nintendo 64                            | -        | ✔         | -        |                                                                   |
| Kirby 64: The Crystal Shards                   | 2000 | Nintendo 64                            | -        | ✔         | -        |                                                                   |
| The Legend of Zelda: Majora's Mask             | 2000 | Nintendo 64                            | -        | ✔         | -        |                                                                   |
| Pokémon Stadium 2                              | 2000 | Nintendo 64                            | -        | ✔         | -        |                                                                   |
| Paper Mario                                    | 2001 | Nintendo 64                            | -        | ✔         | -        |                                                                   |
| The Legend of Zelda: Oracle of Seasons         | 2001 | Game Boy Color                         | -        | ✔         | -        | Producent ihop med Yoshiki Okamoto                                |
| The Legend of Zelda: Oracle of Ages            | 2001 | Game Boy Color                         | -        | ✔         | -        | Producent ihop med Yoshiki Okamoto                                |
| Super Mario Advance                            | 2001 | Game Boy Advance                       | -        | ✔         | -        |                                                                   |
| Wario Land 4                                   | 2001 | Game Boy Advance                       | -        | ✔         | -        |                                                                   |
| Luigi's Mansion                                | 2001 | GameCube                               | -        | ✔         | -        |                                                                   |
| Wave Race: Blue Storm                          | 2001 | GameCube                               | -        | ✔         | -        |                                                                   |
| Mario Kart: Super Circuit                      | 2001 | Game Boy Advance                       | -        | ✔         | -        |                                                                   |
| Pikmin                                         | 2001 | GameCube                               | -        | ✔         | -        | Skapade konceptet och spelet                                      |
| Super Smash Bros. Melee                        | 2001 | GameCube                               | -        | ✔         | -        |                                                                   |
| Disney's Magical Mirror Starring Mickey Mouse  | 2002 | GameCube                               | -        | ✔         | -        |                                                                   |
| Super Mario World: Super Mario Advance 2       | 2002 | Game Boy Advance                       | -        | ✔         | -        |                                                                   |
| Doshin the Giant                               | 2002 | GameCube                               | -        | ✔         | -        |                                                                   |
| Eternal Darkness: Sanity's Requiem             | 2002 | GameCube                               | -        | ✔         | -        |                                                                   |
| Super Mario Sunshine                           | 2002 | GameCube                               | -        | ✔         | -        |                                                                   |
| Yoshi's Island: Super Mario Advance 3          | 2002 | Game Boy Advance                       | -        | ✔         | -        |                                                                   |
| Metroid Prime                                  | 2002 | GameCube                               | -        | ✔         | -        |                                                                   |
| Star Fox Adventures                            | 2002 | GameCube                               | -        | ✔         | -        |                                                                   |
| Hamtaro: Ham-Ham Heartbreak                    | 2002 | Game Boy Advance                       | -        | ✔         | -        |                                                                   |
| The Legend of Zelda: The Wind Waker            | 2002 | GameCube                               | -        | ✔         | -        |                                                                   |
| F-Zero GX                                      | 2003 | GameCube                               | -        | ✔         | -        |                                                                   |
| Mario Golf: Toadstool Tour                     | 2003 | GameCube                               | -        | ✔         | -        |                                                                   |
| Donkey Konga                                   | 2003 | GameCube                               | -        | ✔         | -        |                                                                   |
| 1080 Avalanche                                 | 2003 | GameCube                               | -        | ✔         | -        |                                                                   |
| Pac-Man Vs.                                    | 2003 | GameCube                               | -        | ✔         | ✔        |                                                                   |
| The Legend of Zelda: Four Swords Adventures    | 2003 | GameCube                               | -        | ✔         | -        |                                                                   |
| Kirby Air Ride                                 | 2003 | GameCube                               | -        | ✔         | -        |                                                                   |
| Donkey Kong Country                            | 2003 | Game Boy Advance                       | -        | ✔         | -        |                                                                   |
| Mario Kart: Double Dash                        | 2003 | GameCube                               | -        | ✔         | -        |                                                                   |
| Mario & Luigi: Superstar Saga                  | 2003 | Game Boy Advance                       | -        | ✔         | -        |                                                                   |
| GiFTPiA                                        | 2003 | GameCube                               | -        | ✔         | -        | Endast släppt i Japan                                             |
| Hamtaro: Rainbow Rescue                        | 2003 | Game Boy Advance                       | -        | ✔         | -        |                                                                   |
| The Legend of Zelda: The Minish Cap            | 2004 | Game Boy Advance                       | -        | ✔         | -        | Huvudproducent                                                    |
| Metal Gear Solid: The Twin Snakes              | 2004 | GameCube                               | -        | -         | -        | Guidad utvecklingsteam med Hideo Kojima                           |
| Metroid Prime 2: Echoes                        | 2004 | GameCube                               | -        | ✔         | -        |                                                                   |
| Pikmin 2                                       | 2004 | GameCube                               | -        | ✔         | -        |                                                                   |
| Paper Mario: The Thousand-Year Door            | 2004 | GameCube                               | -        | ✔         | -        |                                                                   |
| Donkey Kong Jungle Beat                        | 2004 | GameCube                               | -        | ✔         | -        | Huvudproducent                                                    |
| Mario vs. Donkey Kong                          | 2004 | Game Boy Advance                       | -        | ✔         | -        |                                                                   |
| Super Mario 64 DS                              | 2004 | Nintendo DS                            | -        | ✔         | -        | Handledande regissör                                              |
| Star Fox: Assault                              | 2005 | GameCube                               | -        | ✔         | -        |                                                                   |
| Geist                                          | 2005 | GameCube                               | -        | ✔         | -        |                                                                   |
| Chibi-Robo!                                    | 2005 | GameCube                               | -        | ✔         | -        | Vice producent                                                    |
| Nintendogs                                     | 2005 | Nintendo DS                            | -        | ✔         | -        | Huvudproducent — skapade konceptet och spelet                     |
| Mario Kart DS                                  | 2005 | Nintendo DS                            | -        | ✔         | -        |                                                                   |
| Mario vs. Donkey Kong 2: March of the Minis    | 2006 | Nintendo DS                            | -        | -         | -        | Original speldesign                                               |
| New Super Mario Bros.                          | 2006 | Nintendo DS                            | -        | -         | -        | Handledare                                                        |
| Wii Sports                                     | 2006 | Wii                                    | -        | ✔         | -        | Huvudproducent                                                    |
| The Legend of Zelda: Twilight Princess         | 2006 | GameCube/Wii/Wii U                     | -        | ✔         | -        | Började som regissör, men överlämnade positionen till Eiji Aonuma |
| Super Paper Mario                              | 2007 | Wii                                    | -        | -         | -        | Handledare                                                        |
| Mario Strikers Charged                         | 2007 | Wii                                    | -        | -         | -        | Handledare                                                        |
| The Legend of Zelda: Phantom Hourglass         | 2007 | Nintendo DS                            | -        | ✔         | -        | Exekutiv producent                                                |
| Metroid Prime 3: Corruption                    | 2007 | Wii                                    | -        | -         | -        |                                                                   |
| Super Mario Galaxy                             | 2007 | Wii                                    | -        | ✔         | ✔        | Game concept designer                                             |
| Mario & Sonic at the Olympic Games             | 2007 | Wii                                    | -        | ✔         | -        |                                                                   |
| Link's Crossbow Training                       | 2007 | Wii                                    | -        | ✔         | -        |                                                                   |
| Wii Fit                                        | 2007 | Wii                                    | -        | -         | ✔        |                                                                   |
| Super Smash Bros. Brawl                        | 2008 | Wii                                    | -        | -         | -        | Vice handledare                                                   |
| Mario Kart Wii                                 | 2008 | Wii                                    | -        | ✔         | -        | Huvudproducent                                                    |
| Wii Music                                      | 2008 | Wii                                    | -        | ✔         | ✔        |                                                                   |
| Punch-Out!!                                    | 2009 | Wii                                    | -        | ✔         | -        | Handledare, Producent                                             |
| Mario vs. Donkey Kong: Minis March Again!      | 2009 | Nintendo DSi (DSiWare)                 | -        | -         | -        | Handledare                                                        |
| New Super Mario Bros. Wii                      | 2009 | Wii                                    | -        | ✔         | -        | Huvudproducent                                                    |
| Super Mario Galaxy 2                           | 2010 | Wii                                    | -        | ✔         | -        | Huvudproducent och författare                                     |
| Donkey Kong Country Returns                    | 2010 | Wii                                    | -        | -         | -        | Handledare                                                        |
| Nintendogs + Cats                              | 2011 | Nintendo 3DS                           | -        | -         | -        |                                                                   |
| Steel Diver                                    | 2011 | Nintendo 3DS                           | -        | -         | ✔        |                                                                   |
| The Legend of Zelda: Ocarina of Time 3D        | 2011 | Nintendo 3DS                           | -        | ✔         | -        | Handledare, Producent                                             |
| Star Fox 64 3D                                 | 2011 | Nintendo 3DS                           | -        | -         | -        |                                                                   |
| Super Mario 3D Land                            | 2011 | Nintendo 3DS                           | -        | ✔         | -        | Huvudproducent                                                    |
| Mario Kart 7                                   | 2011 | Nintendo 3DS                           | -        | ✔         | -        | Huvudproducent                                                    |
| The Legend of Zelda: Skyward Sword             | 2011 | Wii                                    | -        | ✔         | -        | Huvudproducent                                                    |
| Nintendo Land                                  | 2012 | Wii U                                  | -        | ✔         | -        | Huvudproducent                                                    |
| New Super Mario Bros. U                        | 2012 | Wii U                                  | -        | ✔         | -        | Huvudproducent                                                    |
| Luigi's Mansion: Dark Moon                     | 2013 | Nintendo 3DS                           | -        | ✔         | -        |                                                                   |
| Pikmin 3                                       | 2013 | Wii U                                  | -        | ✔         | -        | Huvudproducent                                                    |
| The Legend of Zelda: The Wind Waker HD         | 2013 | Wii U                                  | -        | ✔         | -        |                                                                   |
| Super Mario 3D World                           | 2013 | Wii U                                  | -        | ✔         | -        |                                                                   |
| Mario Golf: World Tour                         | 2014 | Nintendo 3DS                           | -        | -         | -        | Handledare                                                        |
| Mario Kart 8                                   | 2014 | Wii U                                  | -        | ✔         | -        | Huvudproducent                                                    |
| Super Smash Bros. for Nintendo 3DS and Wii U   | 2014 | Wii U                                  | -        | -         | -        | Vice handledare                                                   |
| Project: Guard                                 | 2015 | Wii U                                  | -        | ✔         | ✔        |                                                                   |
| Project Giant Robot                            | 2016 | Wii U                                  | -        | ✔         | ✔        |                                                                   |
| Star Fox Zero                                  | 2016 | Wii U                                  | -        | ✔         | ✔        |                                                                   |
| The Legend of Zelda: Breath of the Wild        | 2017 | Wii U/Nintendo Switch                  | -        | ✔         | -        |                                                                   |

### Fotnoter
1. ↑  Vestal, Andrew, et al. (14 september 2000). ”History of Zelda”. Gamespot. Arkiverad från originalet den 18 oktober 2006. https://web.archive.org/web/20061018104027/http://www.gamespot.com/gamespot/features/video/hist_zelda/index.html. Läst 30 september 2006.
2. 1 2 3  ”Wii Official Site at Nintendo”. Us.wii.com. Arkiverad från originalet den 11 januari 2010. https://web.archive.org/web/20100111070103/http://us.wii.com/iwata_asks/punchout/vol1_page2.jsp. Läst 7 januari 2014.
3. ↑  Kent 157.
4. ↑  ”Donkey Kong - Credits”. allgame. 3 oktober 2010. Arkiverad från originalet den 29 juni 2009. https://web.archive.org/web/20090629015225/http://www.allgame.com/game.php?id=410&tab=credits. Läst 7 januari 2014.
5. ↑  ”Donkey Kong Jr. Tech Info” (på engelska). gamespot.com. Arkiverad från originalet den 4 november 2012. https://web.archive.org/web/20121104111037/http://www.gamespot.com/donkey-kong-jr/techinfo/platform/arcade/.
6. ↑  ”Mario Bros. Tech Info” (på engelska). gamespot.com. Arkiverad från originalet den 4 november 2012. https://web.archive.org/web/20121104111056/http://www.gamespot.com/mario-bros/techinfo/platform/arcade/.
7. ↑  ”Devil World Tech Info” (på engelska). gamespot.com. Arkiverad från originalet den 4 november 2012. https://web.archive.org/web/20121104111942/http://www.gamespot.com/devil-world/techinfo/platform/nes/.
8. ↑  ”Donkey Kong 3 Tech Info” (på engelska). gamespot.com. Arkiverad från originalet den 4 november 2012. https://web.archive.org/web/20121104112034/http://www.gamespot.com/donkey-kong-3/techinfo/platform/arcade/.
9. ↑  ”Excitebike Tech Info” (på engelska). gamespot.com. Arkiverad från originalet den 4 november 2012. https://web.archive.org/web/20121104112102/http://www.gamespot.com/excitebike/techinfo/platform/nes/.
10. ↑  ”Ice Climber Tech Info” (på engelska). gamespot.com. Arkiverad från originalet den 4 november 2012. https://web.archive.org/web/20121104112127/http://www.gamespot.com/ice-climber/techinfo/platform/nes/.
11. ↑  ”Super Mario Bros. - Credits”. allgame. 3 oktober 2010. Arkiverad från originalet den 24 juni 2009. https://web.archive.org/web/20090624141903/http://www.allgame.com/game.php?id=1320&tab=credits. Läst 7 januari 2014.
12. ↑  ”Super Mario Bros.: The Lost Levels Tech Info” (på engelska). gamespot.com. Arkiverad från originalet den 4 november 2012. https://web.archive.org/web/20121104112146/http://www.gamespot.com/super-mario-bros-the-lost-levels/techinfo/platform/famicomds/.
13. ↑  ”The Legend of Zelda - Credits”. allgame. 3 oktober 2010. Arkiverad från originalet den 22 juni 2009. https://web.archive.org/web/20090622024214/http://www.allgame.com/game.php?id=248&tab=credits. Läst 7 januari 2014.
14. ↑  ”Kid Icarus Release Information for NES”. GameFAQs. http://www.gamefaqs.com/nes/587380-kid-icarus/data. Läst 7 januari 2014.
15. ↑  ”Zelda II: The Adventure of Link Tech Info” (på engelska). gamespot.com. Arkiverad från originalet den 4 november 2012. https://web.archive.org/web/20121104112203/http://www.gamespot.com/zelda-ii-the-adventure-of-link/techinfo/platform/nes/.
16. ↑  ”Earth Bound Tech Info” (på engelska). gamespot.com. Arkiverad från originalet den 4 november 2012. https://web.archive.org/web/20121104112217/http://www.gamespot.com/mother/techinfo/platform/nes/.
17. ↑  ”Pilotwings Release Information for Super Nintendo”. GameFAQs. 13 augusti 1991. http://www.gamefaqs.com/snes/588570-pilotwings/data. Läst 7 januari 2014.
18. ↑  Yoshi (TV-spel)
19. ↑  
  Nintendo  (6 augusti 1995).
  BS Zelda no Densetsu  (på japanska). vAug 95.   Satellaview.   St.GIGA.  
  "Credits: オリジナル　ゲームデザイン -- 宮本　茂"
20. ↑  ”Pilotwings 64 Release Information for Nintendo 64”. GameFAQs. 29 september 1996. http://www.gamefaqs.com/n64/198292-pilotwings-64/data. Läst 7 januari 2014.
21. 1 2  ”Super Mario 64 - Credits”. allgame. 3 oktober 2010. Arkiverad från originalet den 10 december 2014. https://web.archive.org/web/20141210155107/http://www.allgame.com/game.php?id=1002&tab=credits. Läst 7 januari 2014.
22. ↑  E3: Through the Eyes of Miyamoto Pt. 2. IGN. 18 juni 1997.
23. ↑  ”The Legend of Zelda: Oracle of Seasons Release Information for Game Boy Color”. GameFAQs. 13 maj 2001. http://www.gamefaqs.com/gbc/198972-the-legend-of-zelda-oracle-of-seasons/data. Läst 7 januari 2014.
24. ↑  ”Hamtaro: Ham-Ham Heartbreak - Credits”. allgame. 3 oktober 2010. Arkiverad från originalet den 11 december 2014. https://web.archive.org/web/20141211061558/http://www.allgame.com/game.php?id=42571&tab=credits. Läst 7 januari 2014.
25. ↑  ”N-Sider.com: Giftpia”. N-Sider. http://www.n-sider.com/gameview.php?gameid=416&view=credits. Läst 1 juli 2008.
26. ↑  ”Hamtaro: Rainbow Rescue Credit Information”. GameFAQs. 29 oktober 2004. Arkiverad från originalet den 12 november 2013. https://web.archive.org/web/20131112223605/http://www.gamefaqs.com/gba/582378-hamtaro-rainbow-rescue/credit. Läst 7 januari 2014.
27. ↑  http://www.gamefaqs.com/gba/920670-the-legend-of-zelda-the-minish-cap/data
28. ↑  ”Metal Gear Solid Official”. IGN. http://www.ign.com/articles/2003/05/01/metal-gear-solid-official. Läst 28 oktober 2006.
29. ↑  Nintendo of America staff, red (2006). Chibi-Robo! Plug Into Adventure! instruction manual. Nintendo of America Inc. sid. 23
30. ↑  http://www.gamefaqs.com/ds/932377-the-legend-of-zelda-phantom-hourglass/data
31. ↑  http://www.imdb.com/title/tt0879874/
32. ↑  ”Iwata Asks: Super Mario Galaxy 2”. Nintendo. Arkiverad från originalet den 4 september 2012. https://archive.is/20120904031413/http://www.nintendo.co.uk/NOE/en_GB/news/iwata/iwata_asks_-_super_mario_galaxy_2_17281_17282.html%23top. Läst 18 mars 2011.
33. ↑  http://iwataasks.nintendo.com/interviews/#/3ds/how-nintendo-3ds-made/4/3